# Johann Christoph Bach
Johann Christoph Bach (Arnstadt, 6 dicembre 1642 – Eisenach, 31 marzo 1703) è stato un compositore e organista tedesco.
Figlio di Heinrich Bach, prozio di Johann Sebastian Bach, era quindi cugino di secondo grado di quest'ultimo, e inoltre lo zio di Maria Barbara Bach, prima moglie di J.S. Bach. Da non confondersi con il figlio di Johann Sebastian, Johann Christoph Friedrich Bach.
Johann Christoph fu dal 1663 organista della Schlosskapelle di Arnstadt e, dal 1665, della Georgkirche di Eisenach, dove in seguito entrò anche nell'orchestra di corte in qualità di clavicembalista. Suo fratello, Johann Michael Bach (suocero di Johann Sebastian Bach), e il suo figlio maggiore, Johann Nicolaus Bach, erano anch'essi compositori.
Di Johann Christoph rimangono pochi lavori, molti dei quali, nel tempo, erano stati erroneamente attribuiti a Johann Sebastian, in particolare:
- dodici mottetti
- sette o otto concerti spirituali, tra cui "Es erhub sich ein Streit im Himmel"
- due arie
- circa cinquanta corali per organo
- preludio e fuga in mi bemolle maggiore per organo
- tre variazioni per clavicembalo

Uno dei suoi lavori più famosi è la cantata Meine Freundin, du bist schön, basata sul Cantico dei cantici.
Nonostante la sua fama di musicista, Johann Christoph dovette fronteggiare difficoltà finanziarie, cosa che potrebbe essere alla base del fatto che non venne scelto come tutore di Johann Sebastian quando i genitori di quest'ultimo morirono, e morì fortemente indebitato.